# ルードウィッヒ・モンド

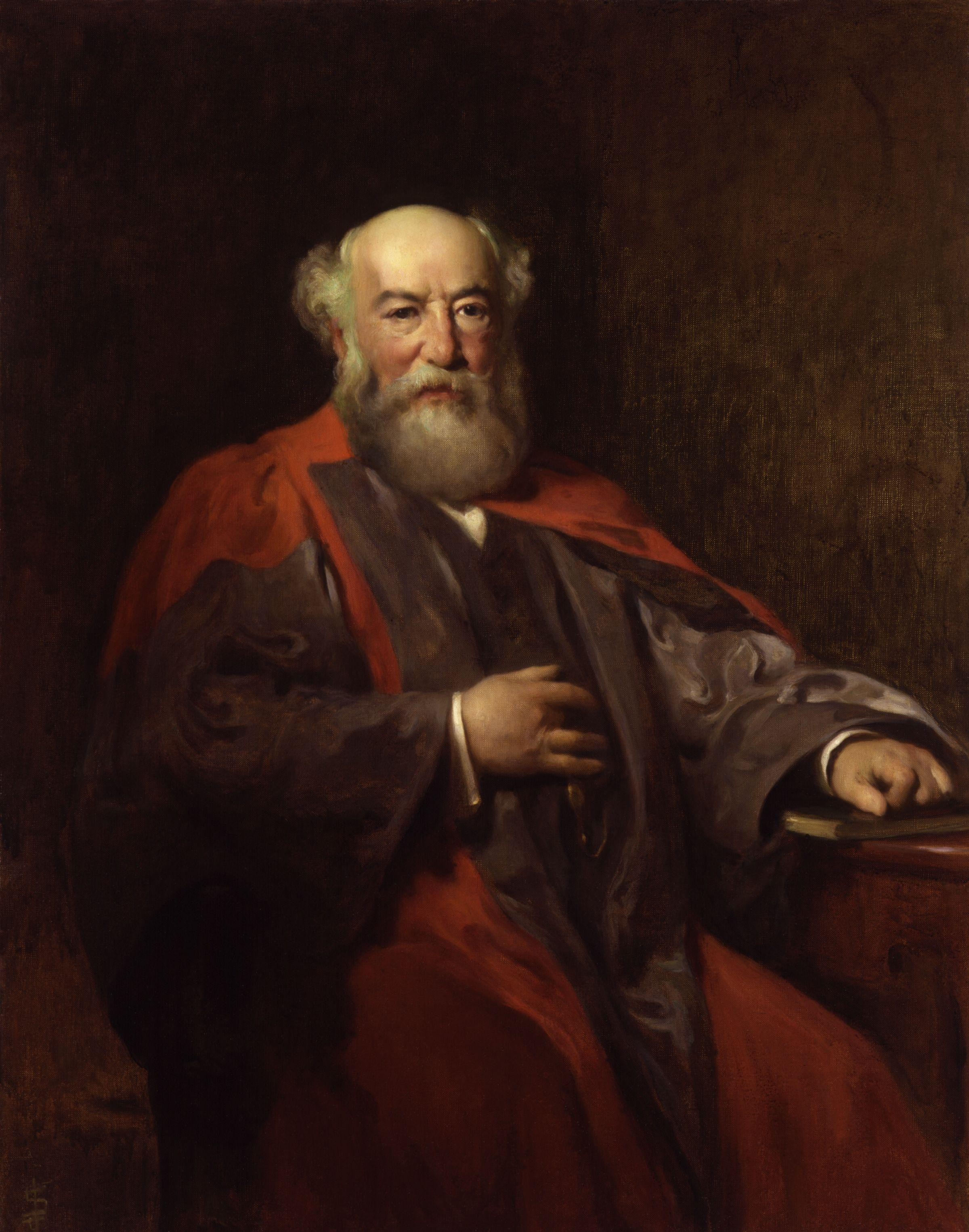
ルードウィッヒ・モンド, 1909

ルードウィッヒ・モンド（Ludwig Mond, 1839年3月7日 - 1909年12月11日）は、ドイツ出身のイギリスの化学者・実業家。イギリスの実業家・政治家のアルフレッド・モンドの父親でもある。

## 生涯
カッセルにユダヤ系の家庭に生まれる。マールブルク大学、ハイデルベルク大学で化学を学び、1862年にイギリスに渡った。最初の大きな成功は、ルブラン法の副生物から硫黄を回収する方法の開発である。
1873年にジョン・ブルーナーと共にソルベー法でソーダ石灰を作る会社を設立すると、いくつかの問題点を抱えていたソルベー法に改良を加え、1880年に大量生産法として確立させた。また、同年にはイギリス国籍を取得したうえ、ニッケルカルボニルを発見し、鉱石から純粋なニッケルを抽出する方法（モンド法）を編み出した。
そのほか、ペンタカルボニル鉄も発見している。ウェールズでモンド・ニッケル・カンパニーを創設し、この発見をカナダのニッケル鉱山の経営に役立てた。1891年には王立協会フェローに選ばれた。
1909年にロンドンで死去した。